# Milichia minuta
Milichia minuta är en tvåvingeart som beskrevs av Walker 1865. Milichia minuta ingår i släktet Milichia och familjen sprickflugor. Inga underarter finns listade i Catalogue of Life.